# R-5
R-5 – radziecki samolot rozpoznawczy, zaprojektowany przez Nikołaja Polikarpowa w 1928 roku i produkowany seryjnie od 1930 roku.

## Historia
Wiosną 1927 roku radzieckie lotnictwo sformułowało wymagania na nowy samolot rozpoznawczy i lekki bombowy, dla zastąpienia samolotu R-1, o konstrukcji wywodzącej się z I wojny światowej. Prace zostały podjęte w biurze OSS CKB Awiatresta, pod kierunkiem Nikołaja Polikarpowa. Projekt i makieta samolotu zostały zaakceptowane jeszcze w tym roku, a pierwszy prototyp, z niemieckim silnikiem BWM VI, oblatano 25 sierpnia 1928 roku. Od końca tego roku prowadzono jego próby państwowe. Podczas prób prototyp wykazywał dobrą stateczność i sterowność oraz zadowalające osiągi, lecz wskazały one też na konieczność poprawek. Zbudowano następnie trzy dalsze prototypy. W październiku i listopadzie 1929 roku wojsko zamówiło dwie serie próbne po 15 samolotów. Pierwszy z nich wykonano w kwietniu 1930 roku i od maja prowadzono ich próby wojskowe. Początkowo silniki były importowane z Niemiec, a koła z Francji, lecz jeszcze w 1930 roku rozpoczęto produkcję skopiowanego silnika BMW VI w Rybińsku jako M-17. Należy zaznaczyć, że w tym czasie część konstruktorów samolotu z Polikarpowem na czele zostało aresztowanych jako „wrogowie narodu” i dalszymi poprawkami  zajmowały się różne nieskoordynowane ośrodki, nie przeprowadzono też planowanej przez Polikarpowa modernizacji samolotu i zmiany konstrukcji na mieszaną.
R-5 był dwupłatem o smukłym kadłubie, w którym mieściły się za płatami dwie kabiny odkryte, jedna za drugą – pilota i obserwatora. Kadłub stanowiła rama drewniana, oklejona sklejką. Skrzydła miały konstrukcję drewnianą, dwudźwigarową i były kryte płótnem. Do jego napędu służył 12-cylindrowy silnik rzędowy M-17b o mocy 680 KM (500 kW), który umożliwiał rozwijanie prędkości maksymalnej 230 km/h.  Samolot był prosty w pilotażu i wykazywał zalety nad R-1, w tym lepszą widoczność dla załogi. Po wniesieniu drobnych poprawek, w 1930 roku uruchomiono produkcję seryjną tego samolotu w fabryce nr 1 w Moskwie pod oznaczeniem R-5 (skrót od słowa Razwiedczik – Rozpoznawczy). Jedynie pięć samolotów zbudowano w zakładzie nr 31 w Taganrogu. Poziom produkcji wzrastał skokowo: w 1930 roku zbudowano 30 samolotów, w 1931 – 336, w 1932 – 884, w 1933 – 1572. W 1932 roku produkowano samoloty w wersjach bombowej, rozpoznawczej i szkolnej, różniące się wyposażeniem. W 1934 roku produkcja osiągnęła szczyt – 1642 samoloty, po czym w ostatnim 1935 roku wyprodukowano jeszcze 500.
W późniejszym czasie samolot ten produkowany w wielu wersjach i odmianach. Do najważniejszych odmian należały:
- Lekki samolot bombowy R-5 – zabierający na zaczepach pod skrzydłami i kadłubem do 500 kg bomb
- Samolot torpedowy R-5T – prototyp oblatany w 1934 roku, seria 5 sztuk wyprodukowana w latach 1934-1935, uzbrojony w jedną torpedę podwieszaną pod kadłub lub bomby (do zadań torpedowych załogę stanowił tylko pilot)[11]
- Samolot szturmowy R-5Sz – produkowany od 1933 roku, opancerzony i wyposażony w 4 karabiny maszynowe SzKAS kal. 7,62 mm umieszczone pod dolnymi płatami
- Samolot szturmowy R-5SSz – produkowany od 1934 roku, udoskonalona wersja samolotu R-5Sz z mocniejszym silnikiem rzędowym widlastym M-17f o mocy 730 KM (537 kW) i nowym karabinem maszynowym SzKAS.

W 1935 roku zbudowano nową wersję samolotu R-5 – samolot wielozadaniowy R-Z napędzany silnikiem rzędowym M-34RN o mocy 820 KM (603 kW). Samolot miał kabinę zakrytą, nieco krótszy kadłub, a jego uzbrojenie składało się z 1 działka kal. 20 mm, 2 karabinów maszynowych kal. 7,62 mm i 300 kg bomb. Prędkość samolotu R-Z wynosiła 320 km/h, a pułap 8700 m.
Inna wersją samolotu R-5 był pływakowy wodnosamolot rozpoznawczy i bombowy R-5a (MR-5), oblatany 31 grudnia 1931. W latach 1933–35 wyprodukowano ich 111. Wodnosamolot MR-5 rozwijał prędkość maksymalną 225 km/h, pułap samolotu wynosił 5200 m, a zasięg 800 km. Uzbrojenie bombowe było podwieszane na 6 zamkach, maksymalnie o masie 492 kg. 
Samoloty R-5 budowane były w wielu wersjach. Produkcję samolotów R-5 zakończono w 1937 roku i w tym czasie wyprodukowano ok. 7000 samolotów wszystkich wersji, w tym 1000 samolotów wielozadaniowych R-Z.
Wersje samolotu R-5 produkowane seryjnie:
- R-5 – wersja podstawowa rozpoznawcza lub bombowa, produkowana od 1930 roku
- R-5a (MR-5) – wodnosamolot bombowy i rozpoznawczy, produkowany od 1933 roku
- R-5T – samolot torpedowy, produkowany w latach 1934-1935 (50 sztuk)[11]
- R-5Sz – samolot szturmowy, opancerzony, produkowany od 1933 roku
- R-5SSz – udoskonalona wersja samolotu R-5Sz, uzbrojona w 8 stałych karabinów maszynowych kal. 7,62 mm i 2 ruchome karabiny maszynowe kal. 7,62 mm, produkowana od 1934 roku
- R-Z – samolot wielozadaniowy, z silnikiem M-34RN o mocy 820 KM (604 kW), uzbrojony w 1 działko kal. 20 mm, 2 ruchome karabiny maszynowe kal. 7,62 mm i 300 kg bomb

## Użycie w lotnictwie
Jeszcze przed rozpoczęciem produkcji seryjnej prototyp samolotu R-5 latem 1929 roku przeleciał trasę z Moskwy do Sewastopola i z powrotem o długości 2500 km w czasie 11 godzin, co było ówcześnie znacznym osiągnięciem. We wrześniu 1930 roku trzy samoloty z cywilnymi znakami wykonały długi lot demonstracyjny do Turcji, Iranu i Afganistanu.
W prowadzonym od października 1930 do maja 1931 roku w Teheranie międzynarodowym konkursie samolotów rozpoznawczych seryjny już samolot R-5 zajął pierwsze miejsce, pokonując samoloty produkcji francuskiej, brytyjskiej i holenderskiej. W efekcie, w kolejnym roku Iran kupił 10 samolotów R-5, dostarczonych w 1933 roku. W lipcu 1933 roku po raz pierwszy samoloty te zademonstrowano w Europie, dokonując przelotu dwóch R-5 do Warszawy.
Na uzbrojenie lotnictwa radzieckiego samoloty R-5 weszły od czerwca 1930 roku, pozostając po zakończeniu badań wojskowych w 20 Eskadrze w Charkowie. W miarę rozwijania się produkcji wchodziły na wyposażenie dalszych eskadr rozpoznawczych i lekkich bombowych i w styczniu 1932 roku było 281 samolotów w linii. Etat eskadry przewidywał 19 samolotów, od 1932 roku 28, a od kolejnego roku 31 (trzy oddziały po 10 samolotów). Zaletą samolotu było to, że był prosty i tani w konstrukcji. Wymagał jednak dłuższych lotnisk, niż poprzednik R-1. W 1933 roku w jednostkach bojowych było już 732 R-5 i stał się on wkrótce najliczniejszym samolotem bojowym radzieckiego lotnictwa wojskowego. W samej defiladzie w Moskwie 1 maja 1933 wzięło udział 169 R-5. R-5 były w latach trzydziestych i na początku czterdziestych podstawowym samolotem wielozadaniowym radzieckiego lotnictwa wojskowego.
Najgłośniejszą jednak akcją tych samolotów przed II wojną światową była akcja ratunkowa załogi lodołamacza Czeluskina w kwietniu 1934 roku, gdy załogi czterech samolotów R-5 lądując na prowizorycznym wykonanym na dryfujących krach lądowisku, w czasie 21 lotów wywiozły 80 członków załogi lodołamacza. Piloci za swój wyczyn jako pierwsi otrzymali tytuły Bohaterów Związku Radzieckiego.
Pierwsze loty bojowe samoloty R-5 lotnictwa radzieckiego wykonały podczas walk wewnętrznych z basmaczami w Środkowej Azji we wrześniu 1931 roku oraz kolejnych latach. Następnie w czasie wojny domowej w Chinach w 1933 roku walczyły po stronie sił komunistycznych. W latach 1936–1937 stosowano je w lotnictwie republikańskim w czasie wojny domowej w Hiszpanii. W 1938 roku samoloty te uczestniczyły w walkach w czasie konfliktu granicznego pomiędzy Związkiem Radzieckim a Japonią w rejonie jeziora Chasan. W 1939 brały udział w walkach na pograniczu Mongolii między wojskami japońskimi a połączonymi siłami radziecko-mongolskimi nad rzeką Chałchyn-Goł. Samoloty te uczestniczyły również w walkach w czasie wojny zimowej. Samoloty R-5 i R-Z zostały także użyte w trakcie agresji na Polskę w 1939 roku.
W momencie agresji Niemiec na ZSRR 22 czerwca 1941 roku w służbie czynnej było kilkaset samolotów R-5 i R-Z. Pozostałe samoloty były używane w szkołach lotniczych lub znajdowały się w rezerwie. W wyniku strat poniesionych po ataku niemieckim, w listopadzie 1941 roku rozpoczęto formowanie nowych 27 pułków lotniczych wyposażonych w samoloty R-5. Stosowano je przeważnie w charakterze nocnych samolotów bombowych do 1944 roku. W czasie II wojny światowej samoloty tego typu wykonywały również loty z zaopatrzeniem dla partyzantów. Z czasem samoloty te skierowano do szkolenia personelu latającego oraz zaczęto je wykorzystywać jako samoloty transportowe. W wersji transportowej mogły one zabierać 2 pasażerów oraz w zasobnikach pod skrzydłami ok. 1300 kg ładunku.
Samoloty torpedowe R-5T weszły do służby w 1936, używane tylko w dwóch eskadrach w lotnictwie Sił Morskich Dalekiego Wschodu i Floty Czarnomorskiej. Z uwagi na słabe osiągi i niewielki zapas torped, uniemożliwiający szkolenie, ich wycofywanie rozpoczęło się od 1938 roku.
W szkoleniu samoloty R-5 wykorzystywano jako samolot pośredni pomiędzy samolotami szkolno-treningowymi a samolotami bojowymi. Na tych samolotach szkolili się również polscy piloci wojskowy przygotowywani do lotnictwa bombowego w Wojskowej Szkole Lotniczej w Engels od grudnia 1944 roku do maja 1945 roku.
Oprócz lotnictwa wojskowego, samoloty R-5 weszły na wyposażenie lotnictwa wojsk NKWD, głównie ochrony pogranicza.
Ponadto ok. 1000 samolotów R-5 przerobiono na samoloty komunikacyjne i pod oznaczeniem P-2 i PL-2 używano ich jeszcze pod koniec lat czterdziestych w radzieckich liniach lotniczych Aerofłot.

## Opis konstrukcji
Samolot R-5 był dwumiejscowym samolotem rozpoznawczym i wielozadaniowym, dwupłatem o konstrukcji mieszanej. Podwozie klasyczne – stałe (istniała możliwość zamontowania nart lub pływaków zamiast kół). Napęd: 1 silnik rzędowy, śmigło dwułopatowe, drewniane. Od 1934 roku używany był silnik M-17F o mocy 715 KM.
Uzbrojenie obserwatora początkowo stanowiły karabiny maszynowe Lewis. Od końca 1930 roku zastąpiły je nowe radzieckie podwójnie sprzężone karabiny maszynowe DA-2 na obrotnicy Tur-6. Zapas amunicji stanowił 16 magazynków talerzowych (ok. 1000 sztuk). W 1934 roku zaakceptowano wariant uzbrojenia z pojedynczym karabinem maszynowym SzKAS na obrotnicy Tur-8. Uzbrojenie pilota stanowił stały zsynchronizowany karabin maszynowy PW-1 z zapasem 250 nabojów. Istniały warianty specjalne uzbrojenia podwieszanego – od 1932 roku stosowano instalacje rozlewcze BAP-4 dla bojowych środków trujących i D-100 dla stawiania zasłony dymnej. Od 1934 roku bomby 250 kg można było przenosić także podwieszane z użyciem dwóch belek podskrzydłowych, bez konieczności montowania specjalnych belek pod kadłubem.
Uzbrojenie:
- w odmianie rozpoznawczej
  - karabin maszynowy PW-1 kal. 7,62 mm – stały, umieszczony w przodzie kadłuba
  - 2 karabiny maszynowe DA-2 kal. 7,62 mm – ruchome, na stanowisku obrotowym w kabinie obserwatora
  - do 500 kg bomb na 8 zamkach Dier-7 pod skrzydłami i 2 Dier-6 pod kadłubem[20]
- w odmianie bombowej
  - 1 karabin maszynowy PW-1 kal. 7,62 mm – stały w kadłubie
  - 2 karabiny maszynowe DA-2 kal. 7,62 mm – ruchome, umieszczone w kabinie obserwatora, na stanowisku obrotowym
  - do 500 kg bomb na 8 zamkach Dier-7 pod skrzydłami i 2 Dier-6 lub Dier-13 (dla bomb 250 kg) pod kadłubem. Można było przenosić bomby typowych wagomiarów, m.in.: 250 kg, 100 kg, 82 kg, 50 kg, 16 kg[20]
- w odmianie torpedowej R-5T
  - 1 karabin maszynowy PW-1 kal. 7,62 mm – stały, zsynchronizowany, umieszczony w przodzie kadłuba[11]
  - torpeda TAN-12 lub bomba o masie 250-500 kg na zamku Dier-13[11]
  - lub bomby małego wagomiaru na zamkach Dier-7 pod skrzydłami[11]

Część samolotów rozpoznawczych została w służbie wyposażona w radiostacje różnych typów (głównie 13SK i 14SK). Samoloty miały celownik bombowy OPB-1 (kopia niemieckiego Goertz).